# Pseudophryne major
Pseudophryne major är en groddjursart som beskrevs av Parker 1940. Pseudophryne major ingår i släktet Pseudophryne och familjen Myobatrachidae. IUCN kategoriserar arten globalt som livskraftig. Inga underarter finns listade i Catalogue of Life.